# Тихон (Зайцев)
Архиепи́скоп Ти́хон (в миру Александр Викторович Зайцев; род. 13 апреля 1967, Москва) — архиерей Русской православной церкви, архиепископ Рузский, управляющий Берлинской епархией. Член комиссии Межсоборного присутствия по богослужению и церковному искусству.

## Биография
Родился 13 апреля 1967 года в Москве, окончил среднюю школу, а затем профессионально-техническое училище (1985 год). В 1985—1987 годы проходил службу в Вооружённых силах.
В 1987 году поступил в Московскую духовную семинарию, а после её окончания в 1991 году был принят в Московскую духовную академию.
25 марта 1993 года проректором МДАиС архимандритом Венедиктом (Князевым) пострижен в монашество с именем Тихон в честь святителя Тихона, Патриарха Московского.
7 апреля того же года ректором МДАиС епископом Филаретом (Карагодиным) был рукоположён во иеродиакона.
В духовной академии был старшим диаконом, в 1995 году был назначен благочинным Покровского академического храма.
В 1995 году окончил МДА со степенью кандидата богословия за работу «Преподобный Феодор Студит — учитель иночества». После окончания обучения был оставлен преподавателем Московской духовной семинарии, преподавал литургику, гомилетику и древнегреческий язык.
6 января 1996 года епископом Евгением (Решетниковым) был рукоположён во иеромонаха. В тот же год к празднику Пасхи патриархом Алексием II награждён наперсным крестом.
Ко дню Святой Пасхи 1999 года возведен в сан игумена.
24 декабря 2004 года решением Священного Синода назначен членом Русской духовной миссии в Иерусалиме, а 6 октября 2006 года назначен начальником миссии.
8 октября 2006 года в Успенском соборе Троице-Сергиевой лавры Патриархом Алексием II был возведён в сан архимандрита.

### Председатель Финансово-хозяйственного управления Московской Патриархии
31 марта 2009 года решением Священного Синода РПЦ от архимандрит Тихон был избран во епископа Подольского, викария Патриарха Московского и всея Руси. А также назначен председателем возрождённого Финансово-хозяйственного управления Московской Патриархии с освобождением от должности начальника Русской духовной миссии в Иерусалиме.
14 апреля того же года был назначен настоятелем храма Николая Чудотворца в Хамовниках.
25 апреля того же года в крестовом храме Всех святых, в земле Российской просиявших, Патриаршей и Синодальной резиденции Даниловом монастыре состоялось его наречение во епископа.
26 апреля того же года за литургией в храме Христа Спасителя была совершена епископская хиротония архимандрита Тихона. Чин хиротонии совершили: Патриарх Московский и всея Руси Кирилл, Митрополит всей Америки и Канады Иона, архиепископ Волоколамский Иларион (Алфеев), архиепископ Оттавский и Канадский Серафим (Сторхейм) (Православная Церковь в Америке), архиепископ Верейский Евгений (Решетников), архиепископ Орехово-Зуевский Алексий (Фролов), архиепископ Сергиево-Посадский Феогност (Гузиков), архиепископ Бориспольский Антоний (Паканич), епископ Красногорский Савва (Волков), епископ Дмитровский Александр (Агриков), епископ Люберецкий Вениамин (Зарицкий), епископ Гатчинский Амвросий (Ермаков), епископ Бронницкий Игнатий (Пунин), епископ Сурожский Елисей (Ганаба), епископ Солнечногорский Сергий (Чашин). Стал первым епископом, поставленным в патриаршество Патриарха Кирилла.
27 июля 2009 года решением Священного Синода включён в состав Межсоборного присутствия Русской Православной Церкви.
22 марта 2011 года по должности включён в состав новоборазованного Высшего Церковного Совета Русской православной церкви.
С 2011 года возглавляет Северо-Восточное викариатство (окормляет Северо-Восточный административный округ Москвы), официально назначен управляющим викариатством и включен в епархиальный совет г. Москвы только 31 декабря того же года.
С 25 июля 2014 года освобождён от должности председателя Финансово-хозяйственного управления Московской Патриархии согласно поданному прошению.

### Служение в Западной Европе
22 октября 2015 года назначен управляющим Венско-Австрийской и Венгерской епархиями. 5 ноября впервые посетил Австрию, а 9 ноября — Венгрию, где 10 ноября встретился с вице-премьером Правительства Венгрии Жолтом Шемьеном.
28 декабря 2017 года освобождён от управления Венско-Австрийской и Венгерской епархиями и назначен управляющим Берлинско-Германской епархией с сохранением титула «Подольский», потому что титул Берлинский и Германский уже носит архиепископ Марк (Арндт)
9 января 2018 года патриархом Кириллом освобождён от управления Северо-Восточным викариатством города Москвы и должности настоятеля храма святителя Николая Чудотворца в Хамовниках.
1 февраля 2018 года в храме Христа Спасителя в Москве патриархом Московским и всея Руси Кириллом возведён в сан архиепископа.
13 апреля 2021 года решением Священного Синода Русской православной церкви в связи с образованием Подольской епархии его титул изменён на «Рузский»

## Награды
- Орден преподобного Сергия Радонежского III степени (2007 год);
- Медаль святителя Кирилла Туровского (награда Белорусской православной церкви, 2007 год);
- Крест святого апостола и евангелиста Марка (награда Александрийской православной церкви, 2012 год);
- Памятная Панагия («во внимание к усердному служению и в связи с 45-летием со дня рождения», 2012)[21];
- Орден святителя Алексия, митрополита Московского III степени (2013 год)[22];
- Орден преподобного Серафима Саровского III степени (2017 год)[23].

## Публикации
статьи
- Окончание учебного года в Московских Духовных школах // Журнал Московской Патриархии. 1996. — № 8. — С. 50-52
- Поучение в Великий Четверг: [Произнесено в Покровском акад. Храме в 1998 г.]. // Богословский вестник. 2003. — № 3. — С. 248—251.
- Отзыв на канд. дисс. П. Боброва на тему: «Литургическая тематика Богослужебного отдела Поместного собора Российской Православной Церкви 1917—1918 гг.». // Богословский вестник. 2004. — № 4. — С. 534—536.
- Отзыв на дипломную работу иеродиак. Ефрема (Просняка) на тему: «Идейный смысл и история праздника Благовещения Пресвятой Богородицы». // Богословский вестник. 2006. — № 5/6. — С. 762—765.
- История и деятельность Русской духовной миссии в Иерусалиме // Православный паломник. 2007. — № 5 (36). — С. 24-31 (совм. с игуменом Феофаном (Лукьяновым))
- Лавра преподобного Саввы Освященного в Иудейской пустыне // Православный паломник. 2009. — № 12 (55). — С. 40-44.
- Краткая история и деятельность Русской духовной миссии в Иерусалиме // Миссионерское Обозрение. 2017. — № 3 (209). — С. 18-25. (совм. с игум. Феофаном (Лукьяновым))

книги
- Проповеди, 1990—2015 годы. — Москва: Издательства Северо-Восточного викариатства, 2017. — 190 с.

переводы
- Тахиаос А.-Э. Н. Святые братья Кирилл и Мефодий, просветители славян / Пер. с новогреч.: игум. Тихон (Зайцев) и др. — М., 2005;
- Василий Лавриот, иером. Покаяние и исповедь: Таинство милосердия Божия / Пер. с новогреч.: архим. Тихон (Зайцев). — М., 2007;

интервью
- Епископ Тихон: Объединим москвичей общим деланием во славу Божию // Журнал Московской Патриархии. — 2011. — № 10. — C. 48-51
- Византийский маршрут для русских паломников // Журнал Московской Патриархии. — 2011. — № 12. — C. 58-61
- Ответы председателя Финансово-хозяйственного управления Московского Патриархата епископа Подольского Тихона на вопросы посетителей сайта Синодального информационного отдела. // patriarchia.ru, 7 ноября 2012
- Епископ Подольский Тихон: По мере строительства храмов будет все больше людей, хорошо знакомых со своей верой. // pravmir.ru, 18 декабря 2012
- Мы долго не вступали в пустословные объяснения с желающими покритиковать нас: Интервью // Эксперт. — М., 2013. — № 39. — С. 64-69.
- Епископ Подольский Тихон (Зайцев): Здесь, в России, нам и Вифлеем, и Голгофа // Крестовский мост: газета. — М., 2015. — № 12 (67). — С. 5.